# Twelve Local Heroes

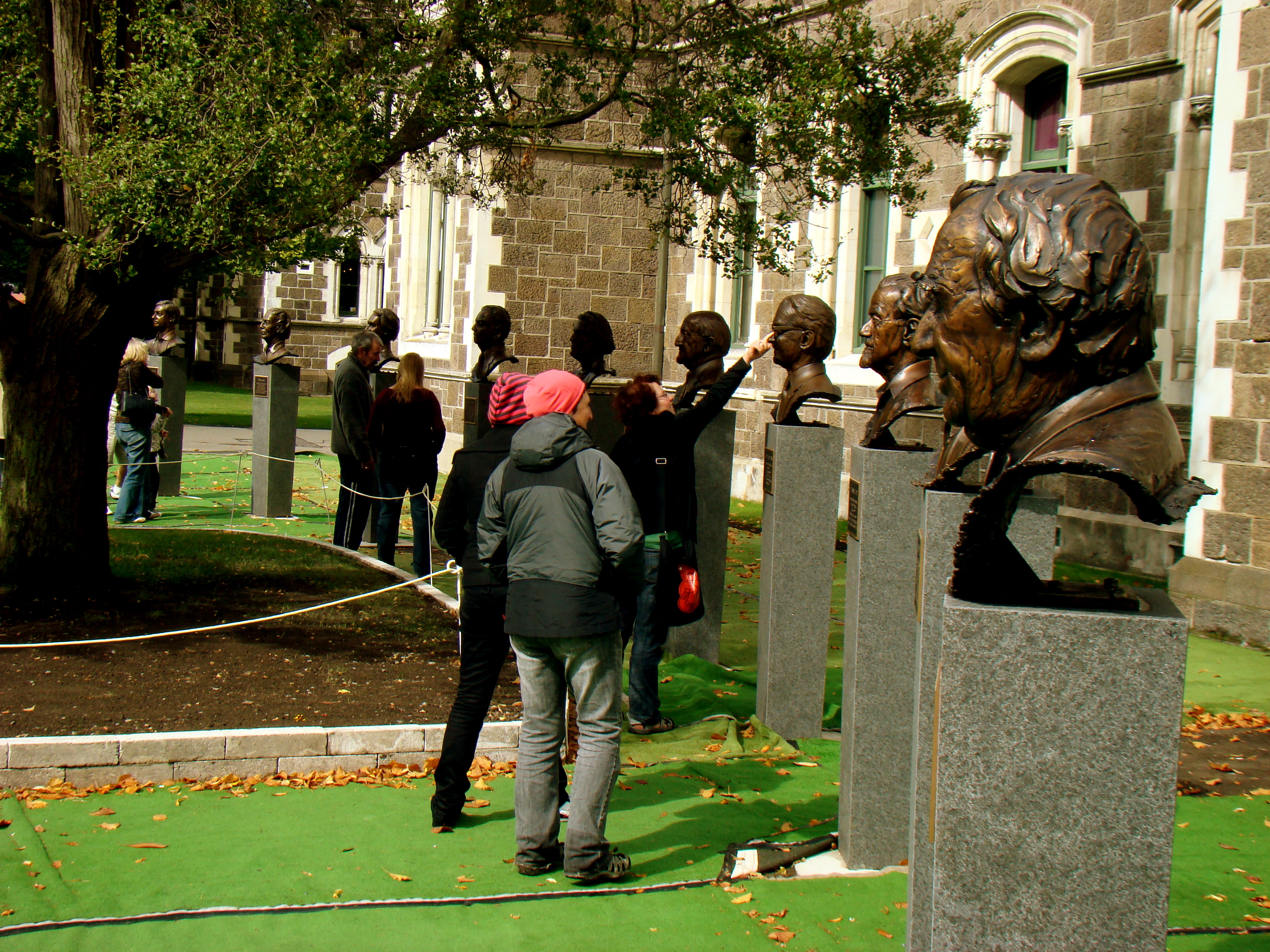
Twelve Local Heroes

Die Twelve Local Heroes („Zwölf Lokalhelden“) sind von zwölf aus Bronze gegossene Büsten im Stadtzentrum der neuseeländischen Stadt Christchurch. Sie stehen am Worcester Boulevard vor dem Christchurch Arts Centre. Sie erinnern an zwölf Bürger der Stadt, die sich auf ihrem jeweiligen Fachgebiet am Ende des 20. Jahrhunderts ausgezeichnet haben.

## Geschichte
Die Entstehung der Skulpturen wurde vom Twelve Local Heroes charitable trust gefördert. Bis zur Enthüllung der Skulpturen am 18. März 2009 dauerte es vier Jahre. Die Skulpturen wurden von Mark Whyte geschaffen.
Nach dem Erdbeben in Christchurch wurden sie zum Wiederaufbau der umliegenden Gebäude zeitweilig demontiert.

## Die zwölf Lokalhelden
|  | Name                | Lebenszeit                           | Kurzbeschreibung                                       |
|  | ------------------- | ------------------------------------ | ------------------------------------------------------ |
|  | Donald Ward Beaven  | 31. August 1924 – 4. November 2009   | Diabetesforscher                                       |
|  | Frank Dickson       | * um 1932                            | früherer Leiter der Canterbury Savings Bank            |
|  | Richard John Hadlee | 3. Juli 1951                         | früherer Cricketspieler                                |
|  | Diana Isaac         | 1921 – 23. November 2012             | Förderin des Naturschutzes, der Künste und Architektur |
|  | Elsie Locke         | 17. August 1912 – 8. April 2001      | Schriftstellerin, Feministin und Aktivistin            |
|  | Charles Luney       | 28. Juni 1905 – 18. November 2006    | Bauindustrieller                                       |
|  | Margaret Mahy       | 21. März 1936 – 23. Juli 2012        | Kinder- und Jugendbuchautorin                          |
|  | Tipene O’Regan      | 1. Januar 1939                       | Māori-Führer                                           |
|  | Robertson Stewart   | 21. September 1913 – 13. August 2007 | Industrieller                                          |
|  | Bill Sutton         | 1. März 1917 – 23. Januar 2000       | Künstler                                               |
|  | Angus Tait          | 22. Juli 1919 – 7. August 2007       | Elektronik-Pionier und Unternehmer                     |
|  | Miles Warren        | 1929                                 | Architekt                                              |